# Шукшум (река)
Шукшум — река в России, протекает в Тоншаевском районе Нижегородской области. Устье реки находится в 31 км по левому берегу реки Ошма. Длина реки составляет 27 км, площадь водосборного бассейна 154 км².
Исток реки в лесах у деревни Пекшик (Увийский сельсовет) в 11 км к юго-востоку от посёлка Тоншаево. Река течёт на восток, в среднем течении протекает село Ошминское, центр Ошминского сельсовета, деревни Коржавино и Шукшум, а также несколько нежилых деревень. Притоки — Плащененка, Чентонер (левые). Впадает в Ошму северо-восточнее деревни Шукшум близ границы с Кировской областью.

## Данные водного реестра
По данным государственного водного реестра России относится к Камскому бассейновому округу, водохозяйственный участок реки — Вятка от города Котельнич до водомерного поста посёлка городского типа Аркуль, речной подбассейн реки — Вятка. Речной бассейн реки — Кама.
Код объекта в государственном водном реестре — 10010300412111100036733.